# محوطه کلخوم
محوطه کلخوم مربوط به عصر آهن است و در شهرستان دره‌شهر، بخش مرکزی، ۲/۷ کیلومتری جنوب دهستان ارمو واقع شده و این اثر در تاریخ ۲۶ دی ۱۳۸۶ با شمارهٔ ثبت ۲۰۶۳۷ به‌عنوان یکی از آثار ملی ایران به ثبت رسیده است.